# Anton Müller (filolog)
Anton Müller (8. června 1792, Osečná – 5. ledna 1843, Praha) byl rakouský spisovatel, profesor estetiky a klasiky.

## Život
Anton Müller se narodil v obci Osečná na Liberecku. V mládí studoval na Univerzitě Karlově a od roku 1816 byl středoškolským učitelem v Jičíně.
V roce 1819 se stal profesorem estetiky a klasické literatury na univerzitě v Innsbrucku.
Od roku 1826 vyučoval jako profesor estetiky a od roku 1833 jako nástupce Aloise Klara také jako profesor klasické literatury a dějin literatury na pražské univerzitě.
Od roku 1828 působil také jako divadelní, hudební a výtvarný redaktor v časopise Bohemia.
Zemřel v Praze 5. ledna roku 1843.